# (4609) Pizarro
(4609) Pizarro est un astéroïde de la ceinture principale.

## Description
(4609) Pizarro est un astéroïde de la ceinture principale. Il fut découvert par Eric Walter Elst le 13 février 1988 à l'observatoire de La Silla. Il présente une orbite caractérisée par un demi-grand axe de 3,11 UA, une excentricité de 0,105 et une inclinaison de 13,24° par rapport à l'écliptique.
Il fut nommé en hommage à l'astronome chilien Guido Pizarro.

## Compléments